# Mysidella tenuicauda
Mysidella tenuicauda är en kräftdjursart som beskrevs av Wang 1998. Mysidella tenuicauda ingår i släktet Mysidella och familjen Mysidae. Inga underarter finns listade i Catalogue of Life.